# Heiderscheid
Heiderscheid (Luxemburgs: Heischent) is een plaats en voormalige gemeente in het Luxemburgse Kanton Wiltz. Op 1 januari 2012 werd de gemeente opgegeven en bij Esch-sur-Sûre gevoegd.
De gemeente had een totale oppervlakte van 32,65 km² en telde 1290 inwoners op 1 januari 2007.

## Ontwikkeling van het inwoneraantal
| Jaar                              | 2001 | 2002 | 2003 | 2004 | 2005 |
| --------------------------------- | ---- | ---- | ---- | ---- | ---- |
| Inwoneraantal                     | 1151 | 1175 | 1182 | 1192 | 1238 |
| Opmerking: tellingen op 1 januari |      |      |      |      |      |

## Samenstelling van de voormalige gemeente
De gemeente Heiderscheid bestond uit de volgende kernen:
- Dirbach
- Eschdorf
- Heiderscheid
- Heiderscheidergrund
- Hierheck
- Merscheid
- Ringel
- Tadler